# УАЗ Хантер
УАЗ Хантер ( УАЗ - 315195 ) је теренско возило 4x4 за коришћење на путевима свих категорија, који се производи у Уљановском заводу, у Руској Федерацији.
УАЗ Хантер представља развој другог поколења уљановског модела УАЗ - 469 и УАЗ -3151. Основну верзију возила чини затворена каросерија са петоро врата, али у породици овог модела налази се и караван модел са склопивим преносним луковима на којој се поставља тканина. Серијска производња је започела 19. новембра 2003. године. УАЗ Хантер има мотор са убризгавањем, серво волан и петостепени мануелни мењач. Претходно су у овом заводу, од 1985. до 2007. године произведени модели УАЗ-3151, УАЗ−31512, УАЗ−31514, УАЗ−31519, а од 1972. до 1986 године модели УАЗ - 469 и УАЗ - 469Б.

## Техничке карактеристике
| Модел                             | УАЗ Хантер                                                         |
| Запремина мотора                  | 2700 cm³ директно убризгавање                                      |
| Снага                             | 94,1                                                               |
| Број седишта                      | 5+2                                                                |
| Тежина празног возила             | 1620 kg                                                            |
| Носивост                          | 750 kg                                                             |
| Мењач                             | Механички(мануелни), 5 брзина                                      |
| Редукција                         | 4x4 са могућим искључењем предњег погона                           |
| Проходност - клиренс              | 210 mm                                                             |
| Кочнице                           | са сервом, предње диск, задње добош                                |
| Потрошња горива 90 km/h,l /100 km | 11,5                                                               |
| Дозвољена тежина приколице        | са сопственим кочница ма - 1500 kg без сопствених кочница - 750 kg |
| Волан                             | серво                                                              |
| Запремина резервоара              | 2x39 лит.                                                          |
| Кров                              | демонтажни/метални                                                 |

## Модели
Према декларацији произвођача, теренско возило УАЗ „Хантер” има мотор на бензин или на дизел, у складу са стандардима Euro 4 (2 693 и 2 235 ccm), мануелни мењач са пет брзина и погон на задња два или сва четири точка. Троши 11,5 (бензинац) или 10,6 (дизелаш) литара горива на 100 километара при брзини од 90 км/час. Највећа брзина коју развија је 130 км/час (бензинац) и 120 км/час (дизелаш).
Основна варијанта „Хантера” је енгл. Classic у боји типичној за војна возила. Тај модел, како су се нашалили коментатори „Авторамблера”, „није оптерећен благодетима цивилизације”. Класична варијанта кошта 619.000 рубаља (9.000 евра). Скупља варијанта се зове енгл. Trophy, сивосмеђе је боје, има заштићене крајеве летве волана и челичну заштиту мењача и редуктора. Поред поменутих модела постоји и „мекша” варијанта енгл. classic soft-top са лакшим кровом, и „чвршћа” верзија енгл. jungle edition.
Вреди нешто више рећи о јубиларној верзији овог теренца коју је руска фабрика направила прошле јесени поводом 45. годишњице модела УАЗ-469. Направљено је тачно 469 оваквих аутомобила, а сваки кошта 700.000 рубаља (10.000 евра). Према саопштењима медија, боја модела је комбинација маслинасте и црне. Ауто има петоро врата. Од класичног модела се разликује по погонском склопу енгл. Spicer са чвршћом конструкцијом. Седишта су направљена од материјала који садржи тефлон и не упија воду, а на командној табли је специјални амблем са ознаком јубиларне верзије.
Јубиларна верзија биће у тробојној „парадној униформи” a кров блиставо беле боје који се одлично слаже са сиво-зеленом бојом каросерије џипа и возилу даје модеран, али и свечан изглед, подсећајући притом на његову војну прошлост када је са трака силазио УАЗ-469 у традиционалној војној верзији тамно-зеленој или сивој.
Од почетка серијске производње до данас склопљено је око два милиона ових возила, како у Русији, тако и у иностранству.
УАЗ је изразио спремност да прилагоди своје теренце топлијој клими и вожњи левом страном, како би се аутомобил могао пласирати у земљама попут Индонезије, Индије, Шри Ланке, Намибије, Боцване, Јужноафричке Републике, Пакистана, Малезије и Тајланда.

## Видео
- УАЗ Хантер тест вожња
- UAZ Hunter vs Land Rover Defender 90
- УАЗ Хантер вожња у реци